# Grób Fryderyka Chopina
Grób Fryderyka Chopina – grób wraz z pomnikiem nagrobnym polskiego pianisty i kompozytora Fryderyka Chopina (1810–1849), znajdujący się na cmentarzu Père-Lachaise w Paryżu.
Grób został odsłonięty 17 października 1850 (w pierwszą rocznicę śmierci artysty), a autorem pomnika jest Auguste Clésinger (mąż Solange Dupin, córki kochanki Chopina, George Sand). Składa się on z cokołu z marmurową figurą muzy Euterpe, pochylonej nad złamaną lirą. Na przedniej ścianie cokołu wykonano medalion z podobizną muzyka z lewego profilu. Na pomniku umieszczono napisy:
- na ścianie frontowej nad medalionem A Fréd. Chopin (z fr. „Fryderykowi Chopinowi”) i pod nim Ses Amis („jego przyjaciele”)
- na ścianie bocznej prawej Frédéric Chopin, né en Pologne, à Żelazowa-Wola près de Varsovie (z fr. „Fryderyk Chopin, urodzony w Polsce, w Żelazowej Woli pod Warszawą”)
- na ścianie bocznej lewej Fils d’un émigré français, marié à Mlle Krzyżanowska, fille d’un gentilhomme polonais („Syn emigranta francuskiego ożenionego z panią Krzyżanowską, córką polskiego szlachcica”).

Po prawej stronie pomnika widnieje podpis J. Clésinger 1850.